# Джерело «Надія»
Джерело «Надія» — колишня гідрологічна пам'ятка природи в Україні. Розташована на лівому схилі каньйону над р. Збруч, між смт Сатанів і с. Сатанівка Хмельницької області. Була оголошена рішенням Хмельницького Облвиконкому № 278 від 04.09.1982 року.
Площа — 0,5 га.

## Опис
Джерело води з металічним залізистим присмаком дебіт 60 м на добу, слабо-лужна, близька до нейтральної. Досліджена в 1961 році. 

## Скасування
Рішенням Хмельницького Облвиконкому № 25 від 15.10.1986 року пам'ятка була скасована.
Скасування статусу відбулось по причині включення об'єкту до новоствореного парку-пам'ятки садово-паркового мистецтва загальнодержавного значення «Сатанівська перлина».